# VSB Ed 4/4
Die vier Tenderlokomotiven Ed 4/4 wurden zwischen 1876 und 1877 von den Vereinigten Schweizerbahnen (VSB) gekauft. Zunächst trugen sie die Serienbezeichnung IV, von 1887 bis 1902 wurden sie als D4 bezeichnet.
Gebaut wurden die Ed 4/4 von der Sächsischen Maschinenfabrik in Chemnitz. Sie waren die ersten Lokomotiven in der Schweiz, die als vierachsige Tenderlokomotiven beschafft wurden.

## Aufbau
Die Maschinen basierten auf einem Entwurf von Adolf Klose.
Das Fahrwerk ruhte in einem Innenrahmen, in welchem auch noch ein Wasserbehälter eingebaut war.
Der Kessel übertraf bei Auslieferung mit 154 m² Heizfläche alle bisherigen Dampflokomotiven der Schweiz. Auch seine Lage von 2325 mm über Schienenoberkante war aussergewöhnlich. Dadurch konnte aber die Feuerbüchse über den Achsen gebaut werden.
Durch den gedrängten gesamten Achsstand von nur 4000 mm entstand durch die Gesamtlänge von 9780 mm dennoch ein relativ grosser vorderer und hinterer Überhang. Die ersten drei Achsen hatten Tragfedern über dem Rahmen, wobei zwischen Achse 2 und 3 Ausgleichshebel montiert waren, während die hinterste Achse zwei Querfedern auf Achshöhe besass.
Auf dem Dampfdom befanden sich zwei federbelastete Sicherheitsventile. Die Schieberregulatoren waren in den Dom eingebaut und wurden über waagrecht-senkrechte Winkelhebel an der Kesselrückwand betätigt.
Die dritte Achse war als Triebachse ausgebildet. Die Ansteuerung war eine nach Walschaerts mit gerader Kulisse nach Klose, die Umsteuerung erfolgte mit Schraube und Rad.
Der Sandkasten war ausserhalb des Rahmens vor der Triebachse angebaut.
Nach dem Erneuern der Feuerbüchsen im Jahre 1883 war der nächste grössere Umbau 1892–95, als die Lokomotiven mit einer automatischen Westinghousebremse ausgerüstet wurden. Diese wirkte auf die Lokomotive und die Wagen. Daneben erhielten die Lokomotiven 1879 einen Klose-Geschwindigkeitsmesser und 1881 eine Fettgasbeleuchtung.
Als Vorräte konnten die Lokomotiven 6,5 m³ Wasser und 2 Tonnen Kohle mitführen.
| VSB Nummer | SBB Nummer | Name      | Fabrik Nummer | Baujahr | 2. Kessel | Ausser Dienst |
| ---------- | ---------- | --------- | ------------- | ------- | --------- | ------------- |
| 61         | 7591       | Albula    | 934           | 1876    | 1902      | 1913          |
| 62         | 7592       | Flüela    | 935           | 1876    | 1905      | 1922          |
| 63         | 7593       | Bernina   | 973           | 1877    | 1904      | 1925          |
| 64         | 7594       | Silvretta | 974           | 1877    | 1898      | 1908          |

## Einsatz
Die beiden Lokomotiven wurden als Ersatz für die beiden 1874 umgebauten Ec 2/5-Tenderlokomotiven (Typ Engerth) angeschafft, deren Leistung für den Vorspanndienst Rorschach – St. Gallen nicht mehr genügte. Heimatwerkstätte der Maschinen war immer Rorschach, auch bei den SBB waren sie dem SBB-Kreis IV zugeteilt.
Die Nummern 7592 und 7593 waren in den Jahren 1913–1915 am Ablaufberg des Güterbahnhofs Basel tätig. Danach kamen die beiden Maschinen im Kreis III zum Einsatz. Nummer 7591 wurde zwischen 1912 und 1913 an die Jura neuchâtelois vermietet.